# Novye Tcheriomouchki (métro de Moscou)
Novye Tcheriomouchki (en russe : Но́вые Черёмушки et en anglais : Novye Cheryomushki) est une station de la ligne Kaloujsko-Rijskaïa (ligne 6 orange) du métro de Moscou, située sur le territoire du raïon Tcheriomouchki dans le district administratif sud-ouest de Moscou.

## Situation sur le réseau
Établie en souterrain, à 7 mètres sous le niveau du sol, la station Novye Tcheriomouchki est située au point 120+37,7 de la ligne Kaloujsko-Rijskaïa (ligne 6 orange), entre les stations Profsoïouznaïa (en direction de Medvedkovo), et Kaloujskaïa (en direction de Novoïassenevskaïa).